# Перша арабо-ізраїльська війна
Перша арабо-ізраїльська війна розпочалася після громадянської війни в підмандатній Палестині. Є другим та останнім етапом Палестинської війни. Після завершення британського мандату в Палестині опівночі 14 травня 1948 року Єврейський національний комітет оприлюднив Декларацію незалежності Ізраїлю. Уранці 15 травня військова коаліція арабських держав увійшла на територію Британської Палестини.
Після Декларації Бальфура 1917 року та створення британського мандату в Палестині 1920 року між арабами, євреями та британцями виникли напруженість і конфлікти. Як араби, так і євреї були незадоволені британською політикою, що спричинило арабське повстання 1936 року та єврейське повстання 1944 року в Палестині.
29 листопада 1947 року ООН ухвалив План поділу Палестини на арабську та єврейську держави, та міста міжнародного значення, Єрусалим та Вифлеєм. Наступного дня арабські бойовики напали на автобус у Файджа та вбили семеро євреїв. Це була помста «Лехі» за вбивство 19 листопада п'ятьох членів арабської сім'ї, яких підозрювали в інформаторстві Британії.
Конфлікт переріс у громадянську війну, а з 15 травня 1948 року в арабо-ізраїльську. Сили Єгипту, Трансйорданії, Сирії та Іраку вторглись до Палестини. Вони взяли під контроль арабські території та атакували ізраїльські сили та кілька єврейських поселень. Упродовж 10 місяців бойові дії проходили на території британського мандату, а також на Синайському півострові та в південному Лівані, перериваючись кількома періодами перемир'я.
У результаті війни новостворена держава Ізраїль контролювала територію, запропоновану ООН для єврейської держави, а також майже 60 % території, запропонованої для арабської держави, разом з районами Яффо, Лідда та Рамле, Верхня Галілея, частини Негеву та широку смугу вздовж дороги Тель-Авів — Єрусалим. Ізраїль також взяв під контроль Західний Єрусалим, який мав бути частиною міжнародної зони для Єрусалиму та його околиць. Трансйорданія взяла під контроль Східний Єрусалим та Західний берег, анексувавши його наступного року, а Єгипет — Сектор Гази. На Єрихонській конференції 1 грудня 1948 року 2000 палестинських делегатів закликали до об'єднання Палестини та Трансйорданії як крок до повної арабської єдності. Конфлікт викликав значні демографічні зміни на Близькому Сході. Приблизно 700 000 палестинських арабів втекли або були вигнані зі своїх домівок на території контрольованої Ізраїлем, і вони стали біженцями. Цю подію називають Накба («катастрофа»). Така ж кількість євреїв мігрувала до Ізраїлю, переважно через антисемітизм.

## Передумови
29 листопада 1947 року Генеральна Асамблея Організації Об'єднаних Націй прийняла резолюцію про реалізацію поділу британського мандату Палестини на дві держави, арабську та єврейську, і місто Єрусалим. Її схвалено зустріли в єврейських громадах, але обурливо в арабському світі. Дуже швидко спалахнули заворушення. Британці утрималися від втручання в конфлікт, який швидко переріс в повномасштабну громадянську війну.
Із січня втрутилася Арабська визвольна армія, яка діяла в різних секторах навколо прибережних міст. Найбільше зміцнили присутність у Галілеї та Самарії. Абд аль-Кадір аль-Хусайні прибув з Єгипту з кількома сотнями солдатів армії Священної війни. Завербувавши кілька тисяч добровольців, аль-Хусайні організував блокаду 100 тис. єврейських жителів Єрусалиму. Влада Ішува протистояла їм. Вона намагалася забезпечити місто конвоєм до 100 бронемашин, однак операція стала непрактичною через велику кількість втрат. Тактика Аль-Хусайні стала успішною. «Хагани» втратили майже всю бронетехніку та сотні людей. Критичнішою була ситуація в єврейських поселеннях ізольованого Негева та на півночі Галілеї.
У той час як єврейське населення отримало суворі накази, які вимагали від них будь-яку ціну утримувати свої позиції скрізь, арабське населення більше постраждало від загальних умов небезпеки, яким опинилася країна. До 100 000 арабів із міських вищих і середніх класів у Хайфі, Яффі та Єрусалимі або районах, де переважно євреї, евакуювалися за кордон або до арабських центрів на схід.
Ця ситуація змусила Сполучені Штати відмовитися від підтримки Плану поділу, таким чином заохочуючи Лігу арабських держав вірити, що палестинські араби, підкріплені Арабською визвольною армією, можуть покласти край цьому плану. З іншого боку, британці 7 лютого 1948 року вирішили підтримати анексію арабської частини Палестини Трансйорданією.
Попри те, що серед прихильників ішува панував певний рівень сумнівів, їхні очевидні поразки були спричинені радше вичікувальною політикою, ніж слабкістю. </link> Давид Бен-Гуріон реорганізував Хагану і ввів обов'язкову військову повинність. Кожен єврей і єврейка в країні повинні були отримати військову підготовку. Завдяки коштам, зібраним Голдою Меїр від симпатиків у Сполучених Штатах, і рішенню Сталіна підтримати справу сіонізму, єврейські представники Палестини змогли підписати дуже важливі контракти на озброєння на Сході. Інші агенти Хагани відновили запаси часів Другої світової війни, що допомогло покращити оснащення армії та матеріально-технічне забезпечення. Операція «Балак» дозволила вперше транспортувати зброю та інше обладнання до кінця березня.

## Хід війни

### Проголошення незалежності та підготовка до війни
14 травня 1948 року Єврейський національний комітет зібрався в Тель-Авівському музеї. За декілька годин до припинення дії британського мандату, Давид Бен-Ґуріон оприлюднює декларацію, у якій проголошується незалежність Держави Ізраїль. Через декілька годин сусідні арабські держави (Ірак, Єгипет, Сирія, Трансйорданія) вторгаються до нової країни та атакують єврейські поселення.
Початково арабські сили планували атаку сирійськими та ліванськими військами з півночі, й іранськими та йорданськими зі сходу. Вони повинні об'єднатися в Назареті та разом просуватися до Хайфи. З півдня єгипетські сили повинну були наступати й взяти Тель-Авів. Проте на зустрічу Ліги арабських держав у ДАмаску (11—13 травня) Абдулла відхилив план, бо це було в інтересах Сирії, та використав факт, що союзники боялися вступати у війну без його армії. Він запропонував іракцям напасти на долину Ісраєль, а арабському легіону взяти Рамалл та Наблусу й потім об'єднатися з єгиптянами в Хевроні. Цей план більше відповідав його політичні щодо поділу територій згідно з планом ООН, і обіцяв не вторгатися на територію, призначену для єврейської держави. Окрім цього, Ліван в останній момент відмовився від війни через вплив християнської опозиції та підкуп від євреїв.
Розвідувальні дані, надані французьким консульством в Єрусалимі 12 травня 1948 року про сили вторгнення арабських армій та їхній переглянутий план вторгнення в нову державу, сприяли успіху Ізраїлю в протистоянні арабському вторгненню.